# Справа Бейліса

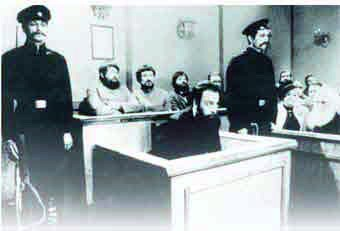
Бейліс у суді

«Спра́ва Бе́йліса» — судовий процес, який відбувався у Києві з вересня по жовтень 1913 року проти київського міщанина єврейського походження Менахема Менделя Бейліса, звинуваченого в убивстві з ритуальною метою християнського хлопчика Андрія Ющинського. Спроба звинувачення в особі Бейліса всього юдаїзму була сфабрикована царською юстицією з метою гальмування у країні демократичних реформ і мобілізації реакційно-консервативних кіл - на кшталт справи Дрейфуса у Франції[джерело?]. Сфабриковані звинувачення мобілізували на їх відсіч широкі кола української та російської демократичної громадськості.[джерело?] Процес набув широкого розголосу не тільки в Києві, а й за кордонами Російській Імперії.

## Ставлення юдаїзму до крові й жертвопринесень
Описи тортур і людських жертвопринесень у передбачуваних ритуальних вбивствах суперечать як положенням, так і практиці юдаїзму. Заборона на вбивство насамперед міститься в десяти заповідях Тори. Крім того, використання крові (людської чи будь-якої іншої) в приготуванні їжі суворо заборонено кашрутом. Кров і будь-які інші виділення людського організму є ритуально нечистими (Лев.15). Кров убитих тварин не може вживатися в їжу, вона має бути виведена з тіла тварини й похована (Лев.17: 12—13). Згідно з Книгою Левіт кров жертовної тварини (але не людини) може бути використана лише на жертовнику Єрусалимського храму (який до часу приписуваних подій уже не існував сотні років).
Тоді як жертвопринесення тварин справді практикувалися в стародавньому язичеському Ханаані, Танах (Старий Завіт) і Галаха зображують людські жертвоприношення як одне із зол, що відокремлюють язичників Ханаана від євреїв (Втор.12: 31, 2 Цар.16: 3). Євреям заборонялося брати участь у цих ритуалах (Ісх.34: 15, Лев.20: 2, Втор.18: 12, Іер.7: 31). Фактично вимога ритуальної чистоти забороняла навіть перебування священиків (Коенів) в одній кімнаті з людським трупом (Лев.21: 11). Нащадкам Коенів згідно з релігійними канонами Галаха забороняє навіть заходити на цвинтар.

## Звинувачення
Менахем Мендель Бейліс народився в набожній єврейській родині, але не був релігійним і часом навіть працював у суботу та єврейські свята. У 1911-му був батьком п'ятьох дітей, відставним солдатом та прикажчиком на цегельному заводі єврея Зайцева.
12 березня 1911 року зник 13-річний Андрій Ющинський, учень Києво-Софійського духовного училища. За вісім днів понівечене знекровлене тіло хлопчика було виявлене викинутим у печері поблизу заводу Зайцева. На тілі було 47 ножових ран, зокрема 13 ран на скроні й тім'ї, через які хлопчик зійшов кров'ю й помер.
Бейліс був заарештований 21 липня 1911-го, бо ліхтарник вказав на нього, що той викрав дитину. У звіті, спрямованому царю, у вбивстві юридично був звинувачений Бейліс. Мендель Бейліс провів два роки за ґратами в очікуванні суду. Організаторами Справи проти євреїв були віце-директор департаменту Міністерства юстиції Лядов та київський прокурор Чаплинський.

## Резонанс

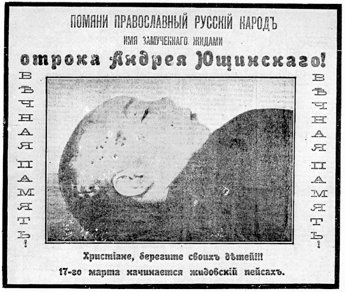
Андрій Ющинський на антисемітському плакаті початку XX ст.

Процес набув відомості через суспільний резонанс у пресі, як лівій, так і правій. У газетах з'явилися обвинувачення євреїв у ритуальному вбивстві.
Для захисту Бейліса було створено спеціальний громадський комітет, котрий очолювали барон Гінзбург, брати Бродські, Г. Сліозберг та адвокат Арнольд Марголін. Серед адвокатів були В. Маклаков, Д. Григорович-Барський та інші відомі особи того часу. Була мобілізована ліва преса як у Російській імперії, так і за її межами, подібно до того, як це відбувалося під час справи Дрейфуса у Франції.
Вже в 1911 році було опубліковано протест під заголовком «До російського суспільства (з приводу кривавого наклепу на євреїв)», складений Володимиром Короленком і підписаний письменниками, вченими й суспільними діячами. Серед 82 відомих літераторів і громадських діячів протест підписали Сергій Єфремов, Михайло Грушевський, Володимир Вернадський, Олександр Купрін, Зінаїда Гіппіус, Дмитро Мережковський, Олександр Блок, Максим Горький, Федір Сологуб, Леонід Андреєв, В'ячеслав Іванов. З критикою процесу Бейліса навіть виступив у своїх статтях і такий видатний монархіст та націоналіст, як Василь Шульгін: він вважав, що наклепницький процес тільки шкодить монархії.

## Слідство
Слідство тривало довгих два роки, бо зацікавлені сторони через газети й безпосередній вплив доклали чимало зусиль, щоб спрямувати слідчих у потрібному собі напрямі, часто відверто хибному.
Начальник відділу розшуку київської поліції Микола Красовський встановив справжніх вбивць Ющинського: професійних злодіїв Рудзинського, Сингаєвського й Латишева, а також скупщицю краденого Чеберяк. Попри це Лядов, Чаплинський та Щеґловітов продовжували оперативно-розшукові дії, направлені на обмовляння євреїв. Красовський був звільнений з поліцейскої служби.
У царській Росії поліція, що входила до структури МВС, вела лише оперативно-розшукові дії, але не слідство. Це була прерогатива судових слідчих, які належали до Міністерства юстиції Росії. Тобто до тодішнього Мін'юсту входили власне судді, слідчий апарат та державні обвинувачі-прокурори, а міністр юстиції водночас був і генеральним прокурором імперії. Відтак судовий слідчий Машкевич, а за ним — державний обвинувач-прокурор Віппер, голова Київського окружного суду Болдирєв і судді Вігура, Юркевич та Живаков за підтримки громадських позивачів Шмакова й Замисловського максимально нівелювали наслідки саботажу слідчих і поліцейських. Однак щонайменше п'ять місяців після злочину — часу, дорогоцінного для криміналістів, — було втрачено. Обвинувачення довелося будувати значною мірою на так званих непрямих доказах.

## Суд
Процес відбувся в Києві восени 1913 року. Присяжні мали відповісти на два питання: чи було це ритуальним вбивством та чи був Бейліс винний у його скоєнні. За результатами слідства й виступами сторін на суді присяжні визнали факт ритуального вбивства. Що ж до вини Менделя Бейліса голоси присяжних розділилися порівну, шість на шість, тому Бейліс був виправданий.
Одразу після звільнення Бейліс із родиною виїхав до Ерец-Ісраель, а звідтіля — 1920 року до США, де й помер 1934-го.
На заклики провести нове слідство й суд із категоричним спротивом виступив міністр юстиції й водночас генпрокурор І. Щегловітов. Він сказав дослівно: «Бейліс емігрував, єврейських погромів вдалось уникнути — і слава Богу! З нас досить!».
Православна церква під тиском поліцейського слідства відмовилася правити заупокійну службу на похороні Андрійка Ющинського, а потім понад два роки ухилялася від будь-якої участі в справі про вбивство учня церковної школи. Але за кільканадцять годин до закінчення судового процесу ієрархи російської православної церкви відправили панахиду по убієнному хлопчику в Софії Київській. У листопаді 1913 року Священний синод ухвалив розпочати збор пожертвувань для спорудження храму на згадку про ритуальне умученіє хлопчика, але потім заборонив збір коштів і відмовився від ідеї споруди храму, зважаючи на результати процесу.
За твердженнями Солженіцина, у 1918—1919 роках Петроградське, Київське та Московське ЧК винищило практично всіх учасників процесу над Бейлісом з боку обвинувачення, а також членів суду та присяжних, у тому числі й І. Щегловітова.

## У кіно
- «Таємниці Києва, або Процес Бейліса» (фільм, 1913). Режисер: Йосиф Сойфер.
- «Процес Бейліса» (фільм, 1917). Режисер: Микола Брешко-Брешковський.
- У 2015 році вийшов тизер українського телесеріалу «Кривавий наклеп» [Архівовано 28 березня 2016 у Wayback Machine.] режисера Максима Буйницького[2].